# Tommaso Balestrieri
Tommaso Balestrieri (1720 – Mantova, 1788/1790) è stato un liutaio italiano.

## Biografia
Poco si sa circa la sua carriera. Si crede che Balestrieri sia stato educato prima a Cremona, come lui stesso descrisse i maestri cremonesi. Tutti gli strumenti ricevuti da lui, però, sono stati prodotti a Mantova. I suoi strumenti sono i modelli dei grandi maestri cremonesi, ispirati a Antonio Stradivari o Pietro Guarneri e hanno una qualità del suono eccellente. Ha usato per lo più per i violini una vernice marrone o un arancio dorato di alta qualità. I suoi strumenti sono apprezzati dai solisti per la loro potenza e per la qualità del suono e appartengono alla categoria dei migliori strumenti da concerto. Oltre ai violini ha anche costruito violoncelli. I suoi strumenti migliori provengono dal 1750 al 1780.